# Verónica Ferrari
Verónica Ferrari Gálvez (Chosica, 11 de junio de 1979) es una lingüista, escritora, documentalista y activista feminista y por los derechos de las personas LGBT peruana. Fue directora ejecutiva y presidenta del Movimiento Homosexual de Lima (MHOL).

## Biografía
Verónica Ferrari Gálvez nació el 11 de junio de 1979 en Chosica. Hija de Juana Gálvez y del dirigente sindical Alberto Ferrari, estudió Derecho y Ciencias Políticas, que luego cambió por la carrera de Lingüista en la Universidad Nacional Mayor de San Marcos.
En 2007 tuvo su primer acercamiento al colectivo LGBT en las oficinas del Movimiento Homosexual de Lima (MHOL) en el distrito de Jesús María. En 2009 se separó de su pareja con quien tiene una hija, y decidió dedicarse al activismo LGBT. Dos años después, en 2011, participó en la acción reivinidicativa «Besos contra la Homofobia» en la Plaza de Armas de Lima. Ese mismo año asumió la dirección ejecutiva y presidencia del MHOL, cargo al que tres años después, en 2014, renunció.

## Obras
En 2012, fue parte de Basta, 100 mujeres en contra de la violencia de género, edición peruana (2012), publicación liderada por Cucha del Águila y Christiane Félip Vidal es un libro en el cual, a través de la literatura, 100 mujeres de diferentes partes del país utilizan microtextos (cuentos breves o poemas cortos) para ficcionalizar y mostrar un panorama global de la violencia de género. 
En 2015, publicó la obra ¿Camila tiene dos mamás?, considerada como el primer cuento infantil peruano en incluir una familia homoparental, y que sigue la historia de una niña de diez años que se cambia a una nueva escuela y debe responder a la curiosidad de sus compañeros al tener dos mamás. La obra fue ilustrada por la diseñadora Mayra Ávila y lleva el nombre de la propia hija de Ferrari.
En 2018, forma parte de la obra testimonial "Proyecto Maternidades", que se presenta en El Galpón Espacio, FAE Lima y el 10º  Encuentro de Teatro Popular Latinoamericano (Entepola).
En 2020, junto con Ana Karina Barandiarán, realizó el corto documental ¿Y dónde están las lesbianas?., exhibido en el Outfest Festival de Cine LGTBIQ+ de Lima.
En 2022, junto con el Colectivo Silencio, realizaron el cortometraje "El polvo ya no nubla nuestros ojos", ganador a Mejor Película en el Festival Punto de Vista (Navarra, España), Mejor Cortometraje Internacional en el Festival L'Alternativa (Barcelona, España), Premio Especial del Jurado en el Festival de Valdivia, Mejor Película Internacional en FENDA (Festival Experimental de Artes Fílmicas, Brasil) y Mejor Cortometraje en Cortópolis (Argentina).
En 2023, es parte del equipo que publica "Escritoras peruanas de lo insólito. Antología de cuentos: siglos XX-XXI", una selección relatos editados por el Círculo de Literatura Fantástica, club de lectura de la Casa de la Literatura Peruana.
En 2024, publica una compilación de historias sobre memoria LGTBIQ+, junto con Ronald Alvarez y Carlos Jaramillo, por la editorial Gafas Moradas.

## Controversias
Ferrari es abiertamente lesbiana. En noviembre de 2017 fue acusada a través de la red social Facebook de supuestos abusos por dos exparejas suyas, quienes afirmaron que Ferrari habría cometido violencia psicológica contra ellas. Ferrari negó las acusaciones. Debido a la controversia, el movimiento político Nuevo Perú, del que Ferrari formaba parte, anunció que realizaría indagaciones al respecto.
En 2019, Ferrari, junto con un grupo de militantes del Nuevo Perú, renuncian al partido por la alianza que realizaron con Perú Libre, partido de Vladimir Cerrón.

## Iniciativas
En 2020, junto a la artista plástica Ana Karina Barandiarán, creó el proyecto Biblioteca Miguelina Acosta, espacio seguro para la infancia ubicado en el jirón Contumaza del Cercado de Lima que atiende las necesidades educativas en un entorno con problemáticas sociales.
El 14 de mayo de 2022 la biblioteca fue atacada por el colectivo de extrema derecha La Resistencia durante la celebración de la Divertiferia Feminista que coincidió con una marcha contra el gobierno de Pedro Castillo que transitaba por la zona.